# جاكي روسن
جاكلين شيريل روسن (بالإنجليزية: Jacklyn Sheryl Rosen)‏ هي سياسية أمريكية ولدت في يوم 2 أغسطس 1957 في شيكاغو في إلينوي لأب من أصل يهودي روسي نمساوي وأم من أصل ألماني أيرلندي. إنضمت إلى الحزب الديمقراطي في سنة 2016 وأنتخبت في البداية كعضوة في مجلس النواب الأمريكي. في سنة 2019 أنتخبت كعضوة في مجلس الشيوخ عن ولاية نيفادا بعد تمكنها من هزيمة السيناتور الجمهوري دين هيلر. تصنف كليبرالية معتدلة، وتعتبر من المويدين للإجهاض ومن المعارضين لقوانين حرية ملكية السلاح ولوكالة إنفاذ قوانين الهجرة والجمارك بالولايات المتحدة.